# Corallium rubrum
Corallium rubrum är en korallart som först beskrevs av Carl von Linné 1758.  Corallium rubrum ingår i släktet Corallium och familjen Coralliidae. Inga underarter finns listade i Catalogue of Life.
Arten förekommer i Medelhavet. Den är 20 till 40 cm hög och har endast ett fåtal förgreningar. Corallium rubrum har ett slags exoskelett som omsluter polyperna. Skelettet används för att framställa smycken. Redan gravar från 450 före Kristus hade denna korall som gravgåva.

## Bildgalleri

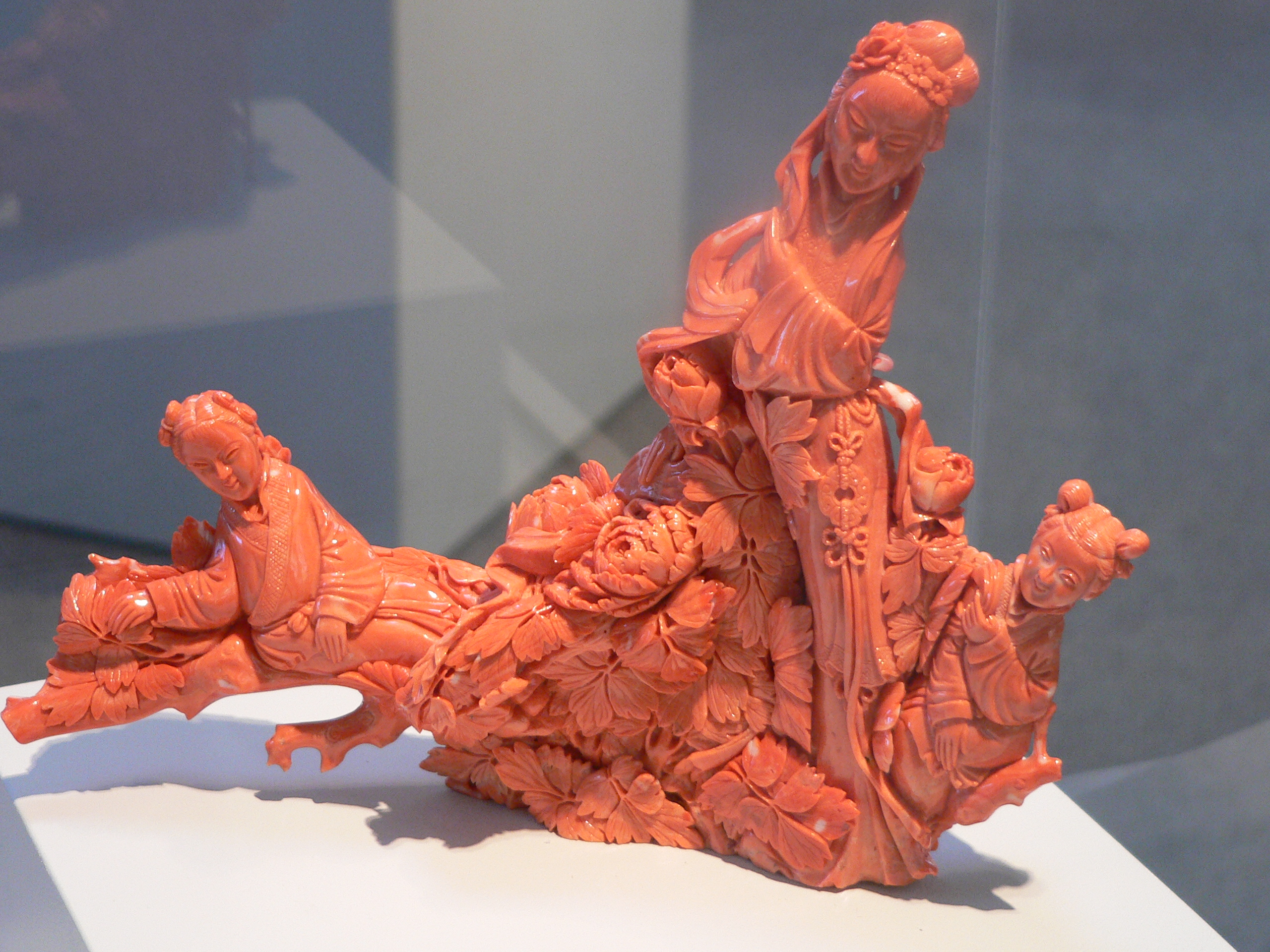
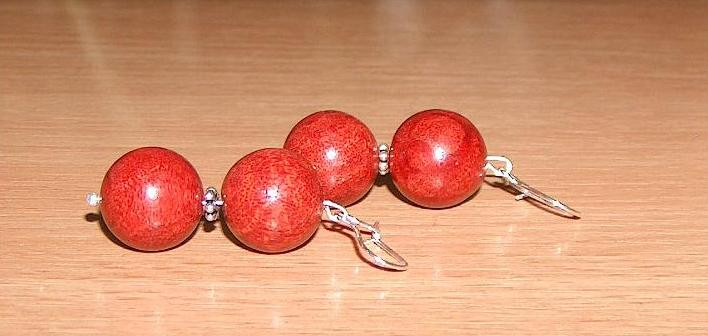
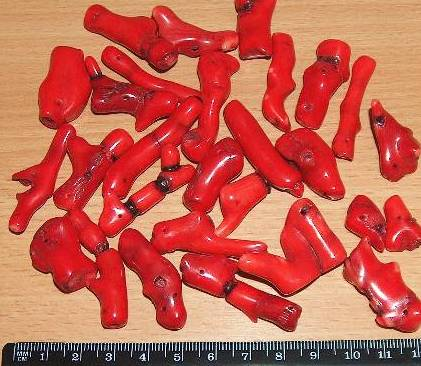
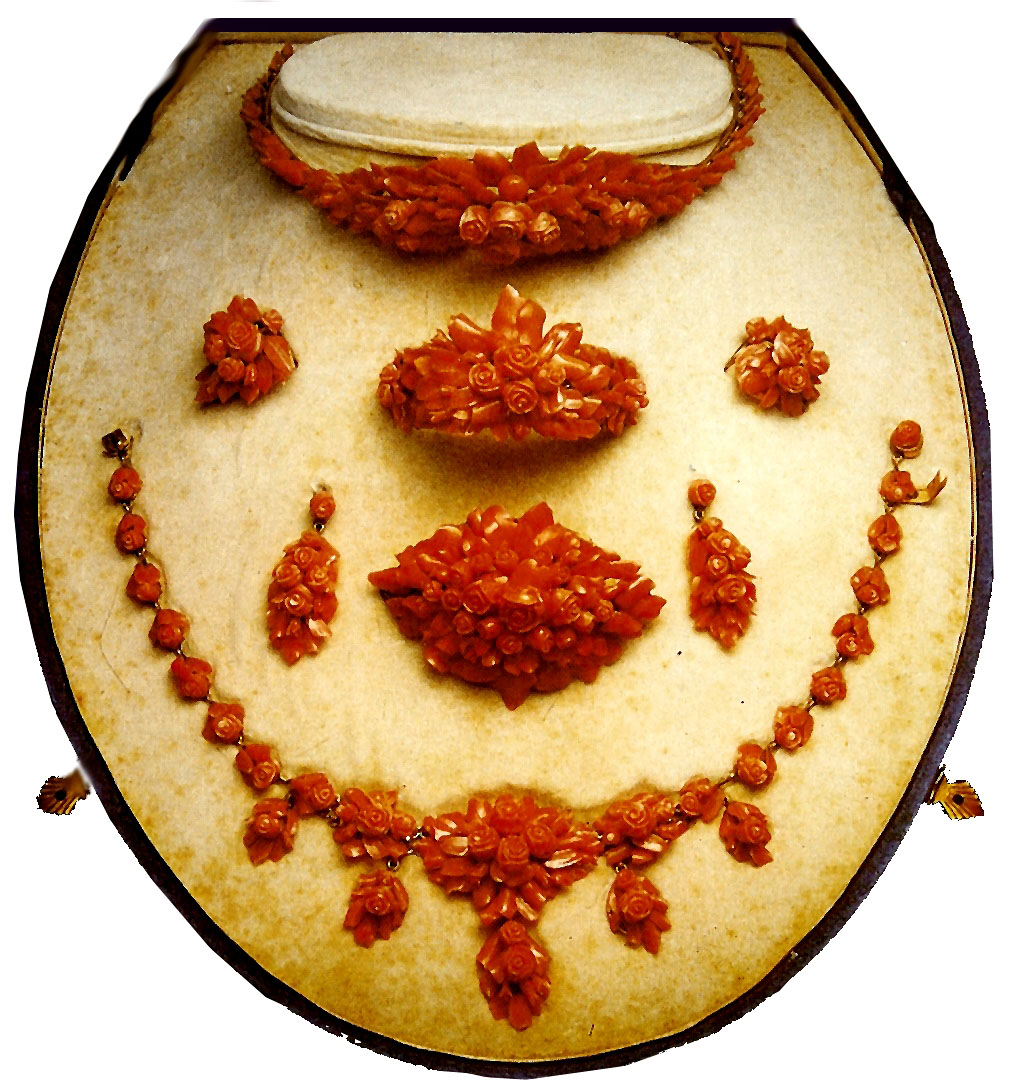
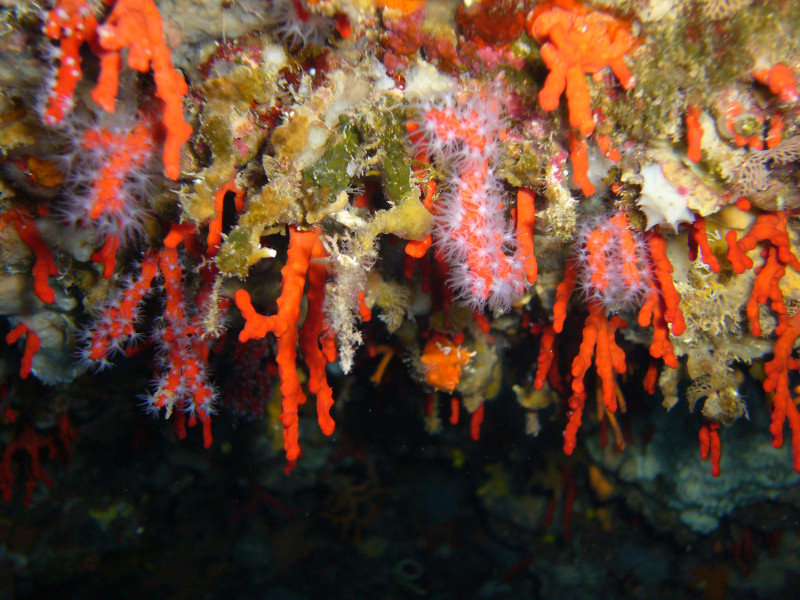
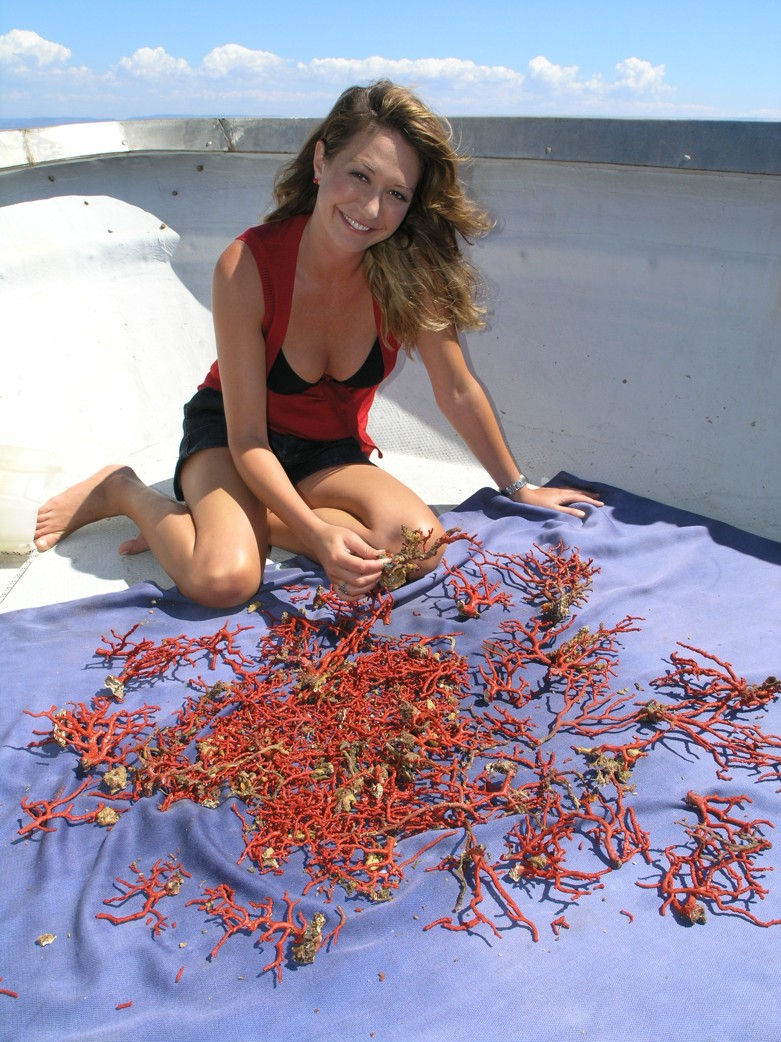